# Amatori Sporting Lodi 2008-2009
Questa voce raccoglie le informazioni riguardanti l'Amatori Sporting Lodi nelle competizioni ufficiali della stagione 2008-2009.

## Maglie e sponsor
Lo sponsor ufficiale per la stagione 2008-2009 fu Banca Popolare di Lodi.
| 1ª divisa | 2ª divisa |

## Organigramma societario
- Presidente: Fulvio D'Attanasio

## Organico

### Giocatori
| N° | Naz.               | Ruolo | Sportivo          |  |  |  |
| -- | ------------------ | ----- | ----------------- |  |  |  |
| 3  | Italia (bandiera)  | E     | Riccardo Baffelli |  |  |  |
| 5  | Italia (bandiera)  | E     | Roberto Crudeli   |  |  |  |
| 6  | Italia (bandiera)  | E     | Franco Polverini  |  |  |  |
| 8  | Brasile (bandiera) | E     | Alan Karam        |  |  |  |
| 9  | Italia (bandiera)  | E     | Enea Monteforte   |  |  |  |
| 11 | Italia (bandiera)  | E     | Matteo Morosini   |  |  |  |
| 15 | Spagna (bandiera)  | E     | Jesús Hernández   |  |  |  |
| 16 | Italia (bandiera)  | E     | Mario Berto       |  |  |  |
| 30 | Italia (bandiera)  | P     | Alberto Losi      |  |  |  |
| 88 | Italia (bandiera)  | E     | Alessandro Folli  |  |  |  |
| 90 | Italia (bandiera)  | P     | Enzo Potenzano    |  |  |  |

### Staff tecnico
- Allenatore:  Roberto Crudeli, poi  Aldo Belli